# AC 378 GT Zagato
Perana Z-One – samochód sportowy klasy kompaktowej produkowany pod południowoafrykańską marką Perana w latach 2009–2012 i przez brytyjskie przedsiębiorstwo AC Cars jako AC 378 GT Zagato w 2012 roku.

## Historia i opis modelu

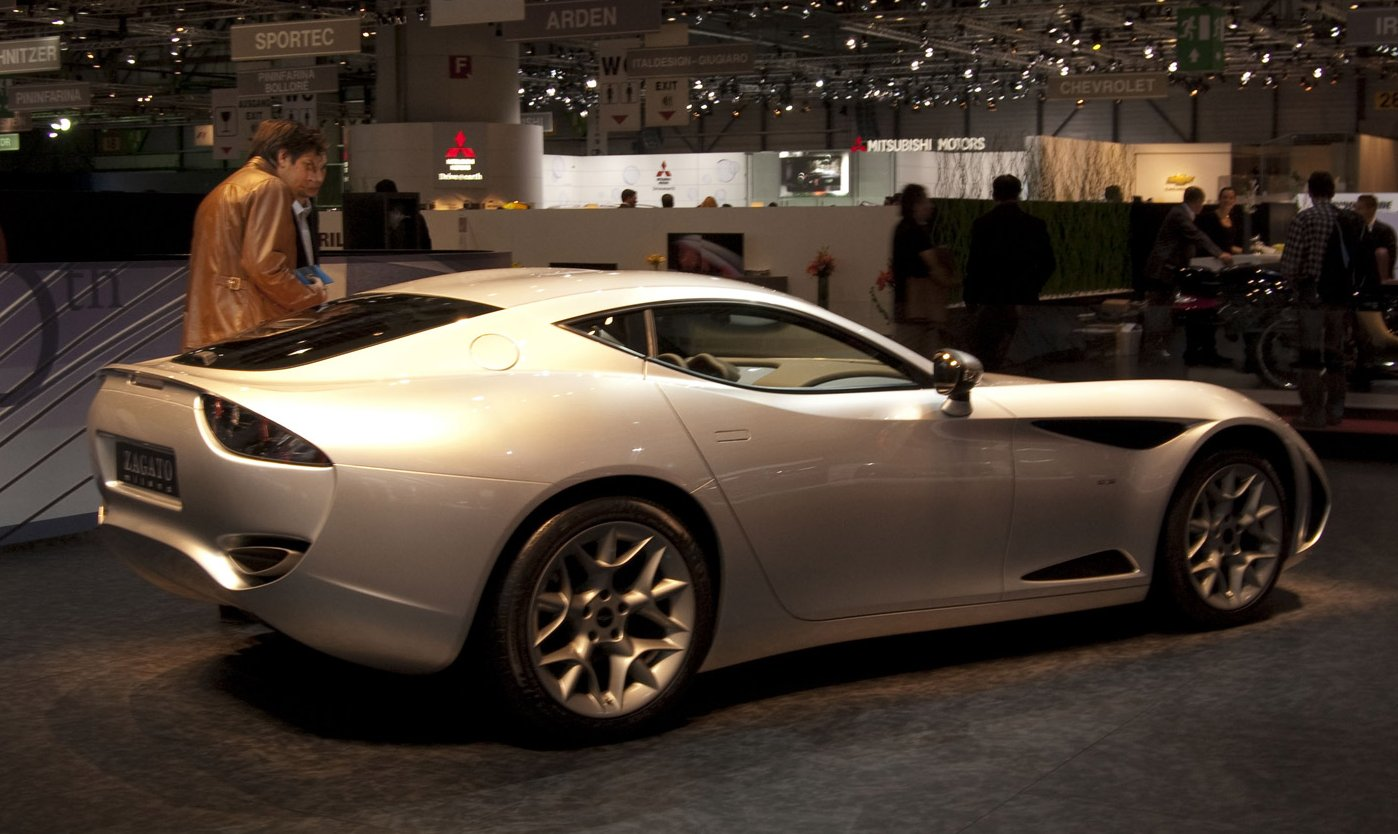
Perana Z-One – tył

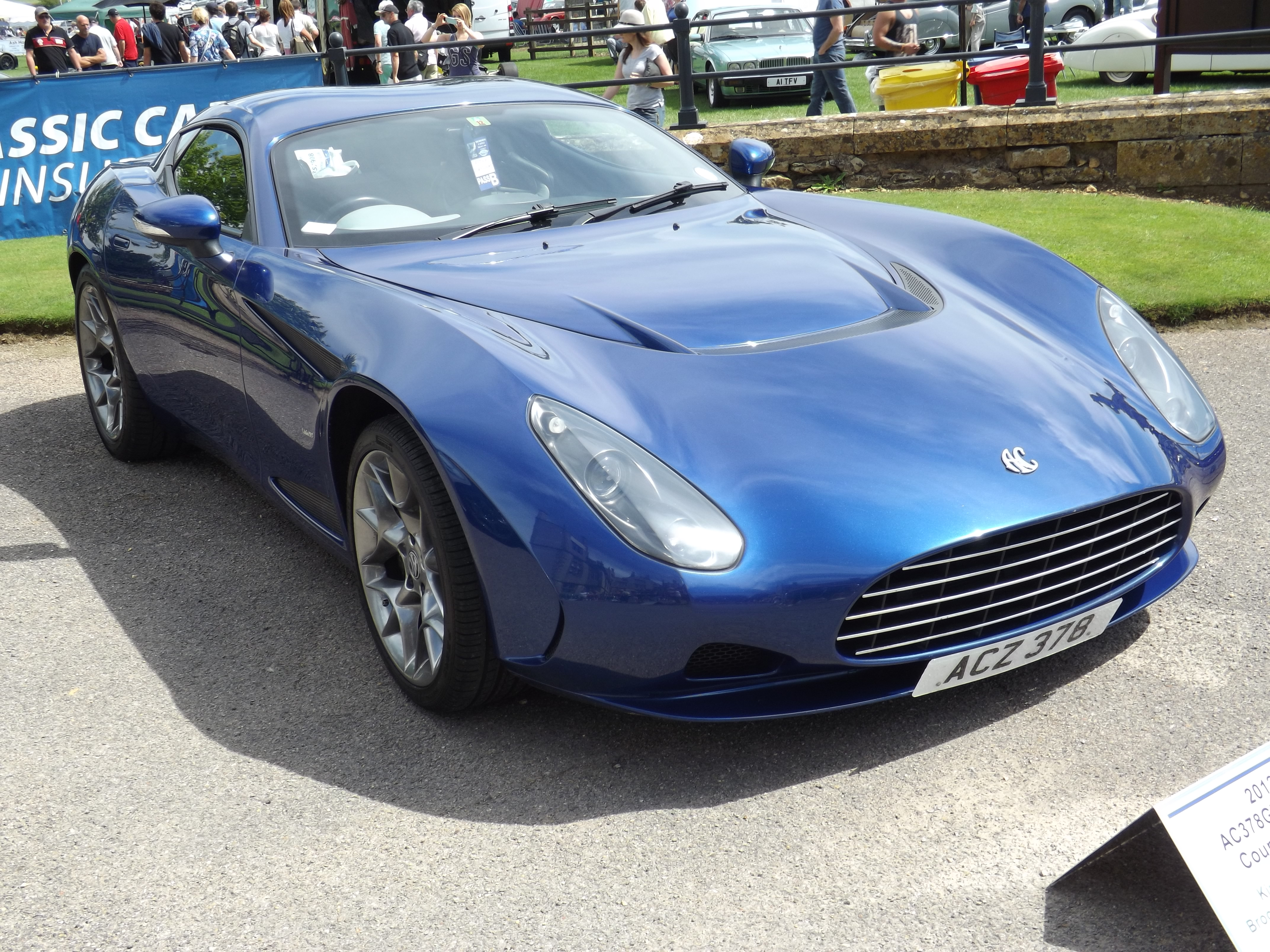
AC 378 GT Zagato

W lutym 2009 roku południowoafrykańskie przedsiębiorstwo Perana przedstawiło wynik współpracy z włoskim studiem projektowym Zagato, którego rezultatem został nieduży samochód sportowy o nadwoziu coupé. Perana Z-One została zaprezentowana oficjalnie podczas międzynarodowych targów samochodowych Geneva Motor Show 2009.
Stylistyka Z-One określona została przez producenta jako kombinacja futuryzmu, lekkości i aerodynamiki. Samochód otrzymał charakterystyczną, smukłą sylwetkę z płaskim, podłużnym przodem i muskularnymi tylnymi nadkolami. Typowo dla samochodów zaprojektowanych przez Zagato, pas przedni przyozdobiła nisko osadzona, obła atrapa chłodnicy o strukturze chromowanych, poziomych poprzeczek.
Do napędu samochodu wykorzystany został 6,2 litrowy silnik V8 o mocy 440 KM i 583 Nm maksymalnego momentu obrotowego przy 6,6 tysiąca obrotów na minutę. Ważący niespełna 1,2 tony samochód rozpędza się do 100 km/h w 4 sekundy. Jednostka napędowa opracowana została przez amerykański koncern General Motors, pochodząc z modelu Chevrolet Corvette C6.

### Zmiana nazwy
3 lata po premierze Perany Z-One, mające kłopoty finansowe Perana Performance Group z RPA przekazało realizację projektu samochodu brytyjskiej firmie AC Cars. W efekcie, samochód zyskał nową nazwę AC 378 GT Zagato. Charakterystyczną cechą modelu po przemianowaniu na AC było pozbawienie samochodu elektronicznych systemów wsparcia kierowcy, kierując samochód do doświadczonych, uzdolnionych kierowców.

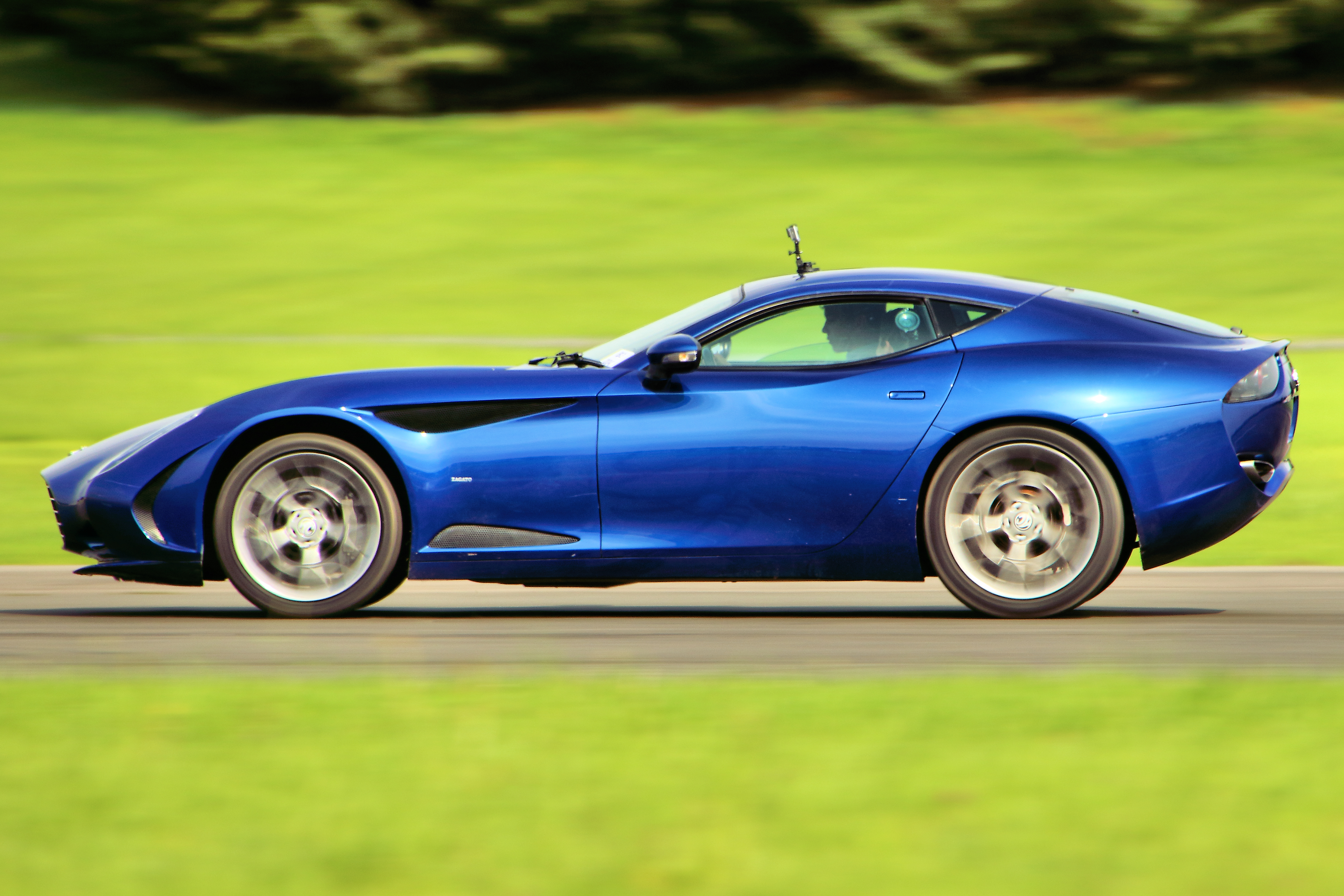
AC 378 GT Zagato – sylwetka

### Sprzedaż
Sprzedaż samochodu rozpoczęła się w lipcu 2009. Pierwotnie Perana planowała wyprodukowanie limitowanej puli 999 egzemplarzy w zakładach w Port Elizabeth w RPA w cenie 70 tysięcy dolarów za samochód. Ostatecznie pod marką Perana zbudowano jednak kilkudziesięciokrotnie mniej, bo jedynie 10 egzemplarzy sportowego modelu, z czego 7 z nich trafiło do klientów w Stanów Zjednoczonych. W lutym 2017 jeden z nich został wystawiony za kwotę 125 999 dolarów na portalu aukcyjnym eBay. Po przemianowaniu na AC 378 GT Zagato, produkcją dalej zajmowały się zakłady należące do firmy Hi-Tech Automotive w RPA, jednak i jej nie udało się zrealizować w dużej skali i po 2012 roku informacje o samochodzie ustały.

### Silnik
- V8 6.2l 443 KM GM LS3